# Saschko Gawriloff
Saschko Gawriloff né le 20 octobre 1929 à Leipzig est un violoniste allemand  d'origine bulgare.

## Carrière
Il reçoit ses premières leçons avec son père violoniste au Gewandhaus de Leipzig puis fait des études musicales au conservatoire de Leipzig avec Hans Hilf et Walter Davison de 1942 à 1944. Il devient violon solo à l'Orchestre philharmonique de Dresde (1947-1948), à l'Orchestre de la radio de Berlin (1949-1953), au Museumsorchester de Francfort (1953-1957) puis à l'Orchestre radio-symphonique de Hambourg (1961-1966). Il enseigne à Nuremberg (1957-1961), à Detmold (1961-1969), à Essen puis à la Hochschule de Cologne à partir de 1982. Il a créé le trio pour piano, violon et cor de Ligeti (1982), Widmung de Bruno Maderna (1971), la sonate pour deux violons d'Alfred Schnittke.

## Source
- Alain Pâris Dictionnaire des interprètes, Bouquins/Laffont 1989, p.401
- Saschko Gawriloff visite Afrique du Sud, 1974